# Landrecourt-Lempire
Landrecourt-Lempire ist eine französische Gemeinde mit 223 Einwohnern (Stand: 1. Januar 2022) im Département Meuse in der Region Grand Est (bis 2015: Lothringen). Die Gemeinde gehört zum Arrondissement Verdun, zum Kanton Dieue-sur-Meuse und zum Gemeindeverband Communauté de communes Val de Meuse-Voie Sacrée. Die Einwohner werden Landrecourtois genannt.

## Geografie
Landrecourt-Lempire liegt etwa neun Kilometer südsüdwestlich des Stadtzentrums von Verdun. Umgeben wird Landrecourt-Lempire von den Nachbargemeinden Verdun im Norden, Belleray im Norden und Nordosten, Dugny-sur-Meuse im Osten, Senoncourt-les-Maujouy im Süden, Lemmes im Südwesten, Les Souhesmes-Rampont im Westen und Südwesten sowie Nixéville-Blercourt im Westen. 
Durch die Gemeinde führt die Autoroute A4.

## Geschichte
Zum 1. Januar 1973 waren Landrecourt und Lempire-aux-Bois zur heutigen Gemeinde zusammengeschlossen worden.

## Bevölkerungsentwicklung
| Jahr                       | 1962                       | 1968                       | 1975                       | 1982                       | 1990                       | 1999                       | 2006                       | 2019                       |
| Einwohner                  | 115                        | 93                         | 140                        | 184                        | 203                        | 176                        | 207                        | 215                        |
| Quellen: Cassini und INSEE | Quellen: Cassini und INSEE | Quellen: Cassini und INSEE | Quellen: Cassini und INSEE | Quellen: Cassini und INSEE | Quellen: Cassini und INSEE | Quellen: Cassini und INSEE | Quellen: Cassini und INSEE | Quellen: Cassini und INSEE |
| -------------------------- | -------------------------- | -------------------------- | -------------------------- | -------------------------- | -------------------------- | -------------------------- | -------------------------- | -------------------------- |

## Sehenswürdigkeiten
- Kirche Saint-Maurice in Landrecourt, 1790 erbaut
- Kirche Saint-Firmin in Lempire-aux-Bois, 1931 wieder errichtet
- Französischer Soldatenfriedhof

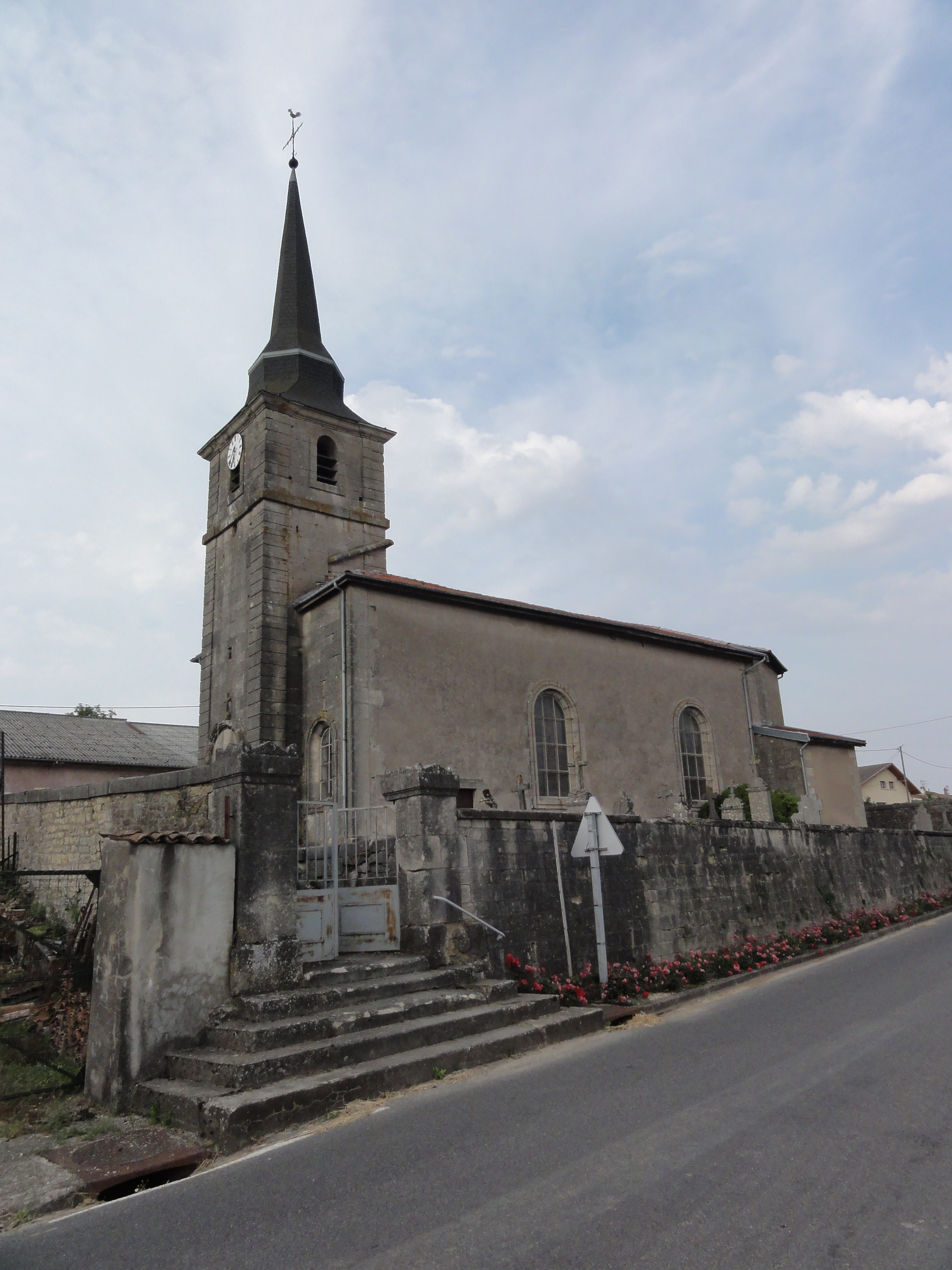
Kirche Saint-Maurice
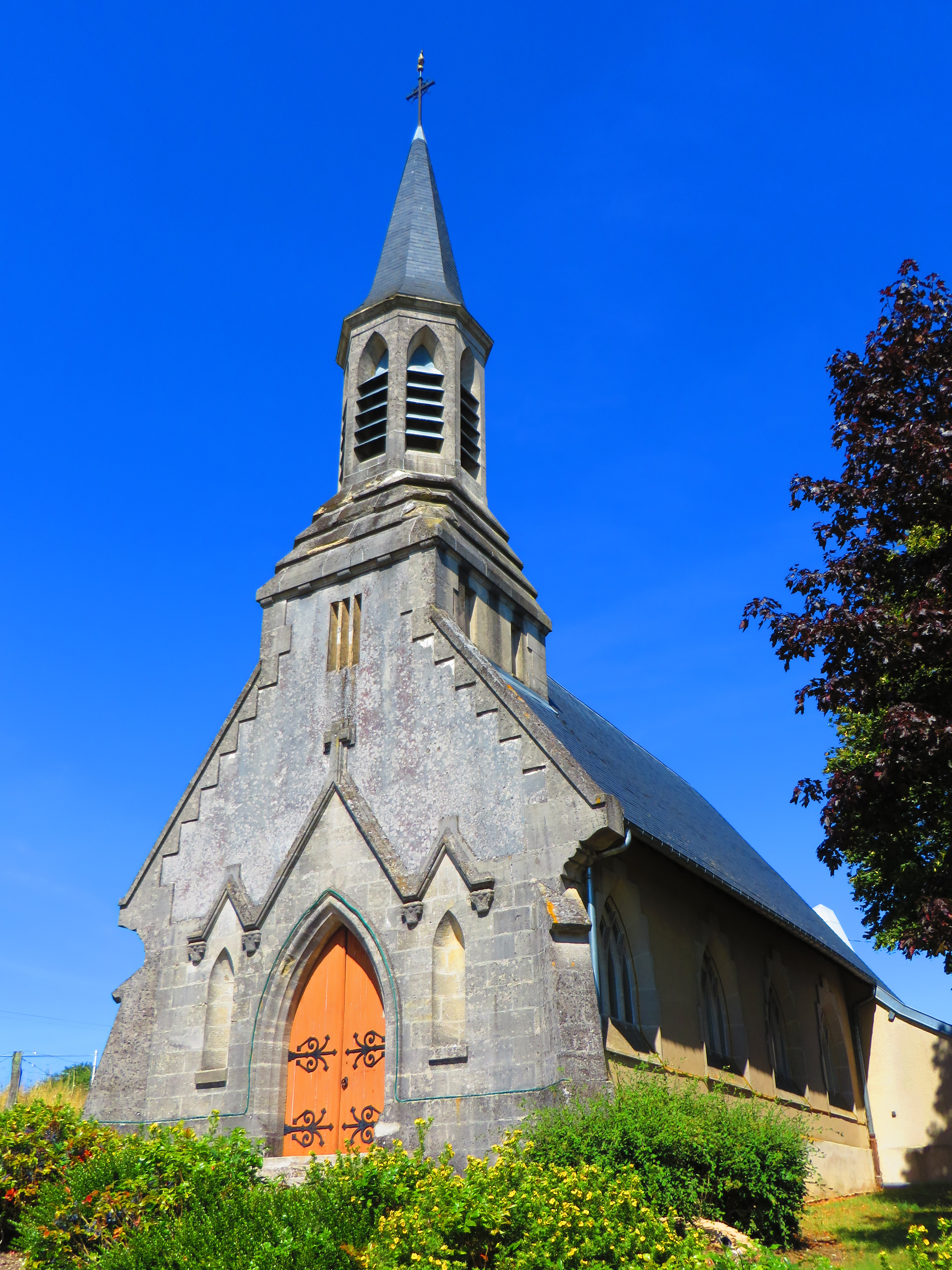
Kirche Saint-Firmin